# Dominique Reynié

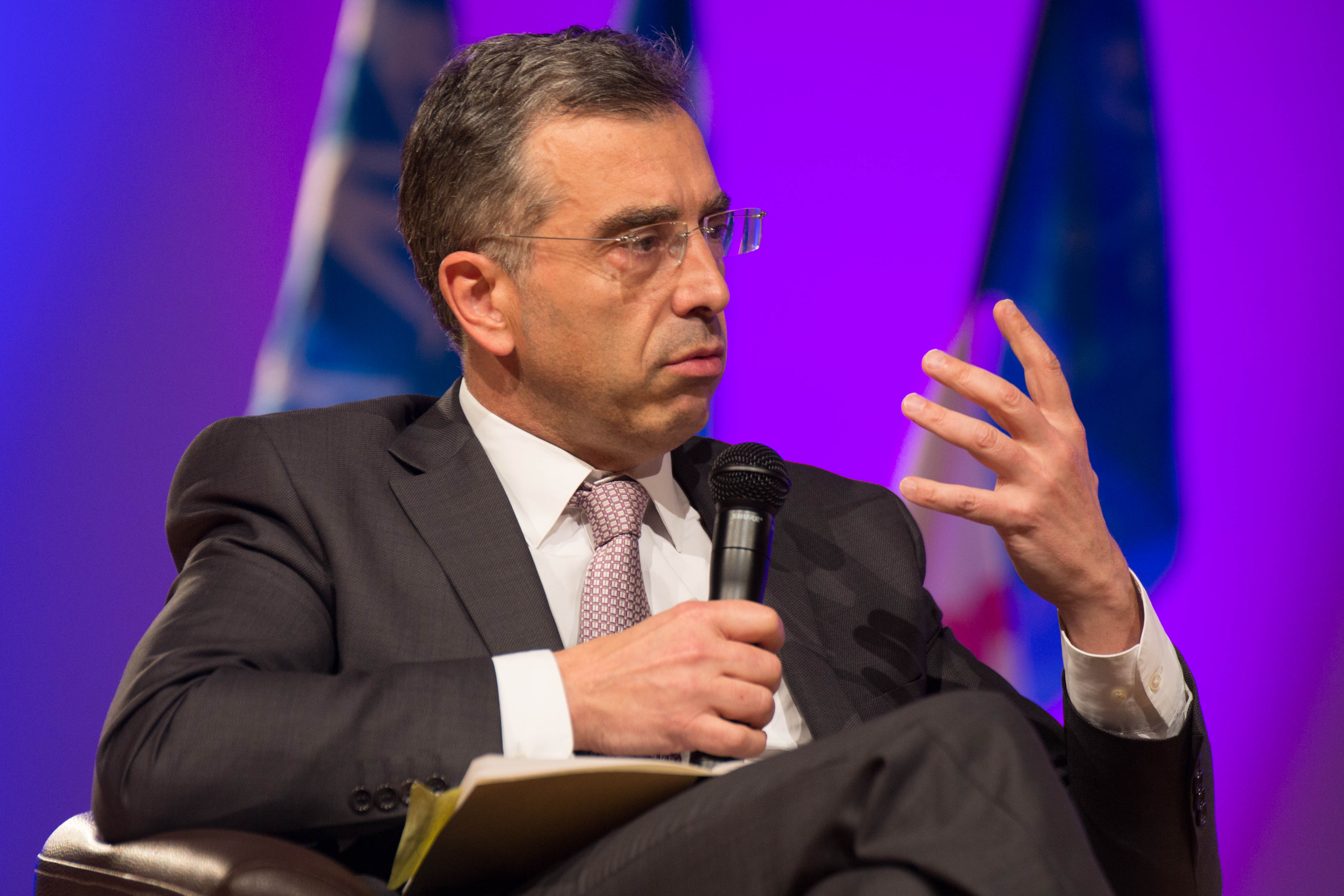
Dominique Reynié em Toulouse em 2015

Dominique Reynié é um acadêmico francês, especialista em movimentos eleitorais na França e na Europa, transformações da opinião pública, do poder político e suas manifestações. Desde outubro de 2008,, é diretor geral da Fondation pour l'innovation politique um think tank de centro-direita, de tendência liberal, fundado em 2004.